# Zazza
Zazza is een plaats (frazione) in de Italiaanse gemeente Malonno.